# Juan Santa Cruz Pachacuti
Don Juan Santa Cruz Pachacuti (fl. XVII secolo) è stato uno scrittore indio del primo periodo coloniale.

## Biografia
Non possediamo alcuna notizia biografica su di lui se non quelle poche che lui stesso ha tramandato nelle pagine della sua opera. Il suo nome, per intero, almeno secondo quanto possiamo dedurne dalle indicazioni del manoscritto che lo riguarda, era Juan Santa Cruz Pachacuti Yamqui Salcamaygua.
Il manoscritto originale si trova nei fondi della Biblioteca Nazionale di Madrid (Mss/3169), in una raccolta che appartenne a un illustre religioso dell'Ordine di Sant'Agostino, il padre Flóres. Occupa i fogli dal 132 al 174 ed è intitolata Relación de antegüedades deste reino del Perù, ma questa intestazione è stata, con ogni probabilità, aggiunta dal compilatore.
Da essa apprendiamo che Santa Cruz Pachacuti era un indio "canchi", vissuto nei primi anni del XVII secolo e nato in Santiago di Guaygua nel distretto di Orcu. Si tratta di un territorio situato ai confini nord dell'area Colla, oggetto di conquista da parte di Pachacútec, il nono monarca della dinastia Inca del Cuzco.
L'esame del nome assunto da questo autore ci conferma che si trattava di un indigeno, acculturato alle mode europee importate nel mondo andino. Il titolo di "don" è voluto per evidenziare la sua nobiltà. Dopo il nome di battesimo, "Juan", viene l'appellativo cristiano di "Santa Cruz", scelto per ribadire la sua appartenenza alla nuova fede. Segue infine quello di "Pachacuti", il nome del regnante Inca più famoso, accompagnato da quello di "Yamqui" che denotava i personaggi regali. L'ultimo, infine, quello di "Salcamaygua" è una concessione alla sua terra natale. Significa letteralmente "Fiore rosso degli altipiani" ed è la caratteristica poeticamente ascritta ai suoi territori di origine.
Si dichiara figlio del capo della regione di Orcosuyo, Diego Felipe Condorcanqui, e ricostruisce la genealogia della sua famiglia risalendo fino al tempo della conquista, assicurando che dopo la tragedia di Cajamarca, un suo antenato fu il primo indigeno a farsi cristiano. È molto fiero della sua nobiltà e di quella della sua stirpe e ci tiene a precisare che, quando la sua etnia fu conquistata dagli Inca, il suo popolo era alleato di Pachacutec e aveva concorso alla vittoria su Inca Urco, il fratello fellone del sovrano. Secondo lui, proprio in ossequio a queste gesta, compiute dal "curaca" dei Colla, Yamqui Pachacuti, l'imperatore Inca avrebbe assunto il nome che, da allora, lo avrebbe distinto.

## La sua opera
Santa Cruz Pachacuti è orgoglioso di essere cristiano e si profonde, per tutta la sua opera, in accuse contro le forze demoniache che hanno agito contro i suoi antenati, infondendo false credenze e provocando danni incalcolabili alle loro coscienze e, soprattutto, alle loro anime. Per lui le antiche credenze professate dalla sua gente sono opera del demonio e vanno estirpate. La sua concezione religiosa non è però immune da errori e, più di una volta, manifesta superstizioni che sarebbero al limite dell'eresia se non fosse per la manifesta ignoranza e per l'ingenuità del loro autore.
Uno dei miti che più lo affascina è quello relativo alla presenza sulle Ande, in tempi remoti, di un apostolo, presumibilmente San Tommaso, che avrebbe insegnato ai nativi i rudimenti della religione cristiana. Questa leggenda non è opera di Santa Cruz, ma trova le sue radici nelle indagini dei Gesuiti peruviani che, impressionati da alcune analogie tra certi riti degli Inca e quelli della religione cattolica, avevano adombrato che gli influssi riscontrati fossero dovuti all'opera evangelizzatrice di un antico missionario. Questa supposizione avrebbe comportato seri fastidi per i Gesuiti, provocando perfino l'intervento dell'Inquisizione e una successiva condanna ufficiale da parte della Corona, ma per lungo tempo aveva trovato innumerevoli proseliti.
Uno degli aspetti più interessanti dell'opera di Santa Cruz Pachacuti è senz'altro quello dedicato all'antica religione Inca che il nostro scrittore esamina nei dettagli, pur con lo scopo di contestarne la legittimità. È considerata esemplare la sua ricostruzione dell'altare del tempio del Sole del Cuzco e della relativa simbologia, corredata da un particolareggiato disegno.
La parte più valida della sua opera rimane comunque quella sulla storia degli Inca, dai miti d'origine alla caduta per opera degli Spagnoli. La ricchezza di particolari permette di operare un confronto positivo con le notizie tramandate da altri scrittori, ma l'aspetto significativo è quello del punto di osservazione dell'autore.
Santa Cruz, infatti, come esponente dell'area Colla, ha raccolto le tradizioni conservate dalla sua etnia, opposta in tempi passati agli Inca e ha tramandato una sorta di storia ufficiale dell'impero Inca, secondo la visione degli abitanti di questa importante regione.
Resta da osservare che Santa Cruz si è espresso, con una incerta sintassi, in un miscuglio di spagnolo e di quechua di difficile interpretazione. La sua opera ha provocato un serio imbarazzo in quanti si sono prefissati di studiarla e ancor più ne ha provocato ai suoi recenti editori, soprattutto quando hanno cercato di tradurre le parti in quechua.
Resta comunque un'opera di fondamentale interesse, soprattutto perché è una delle sole tre, scritte sull'argomento, da autori indigeni. Le altre due sono quelle dovute a Titu Cusi Yupanqui e a Guaman Poma de Ayala.

## Edizioni
- Relación de antegüedades deste reino del Perú
  - in Crónicas peruanas de intéres indigena - Bibl. Aut. Esp. Tomo CCIX - Madrid 1967
  - in Antegüedades del Perú - Historia 16 - Madrid 1992